# BharatBenz

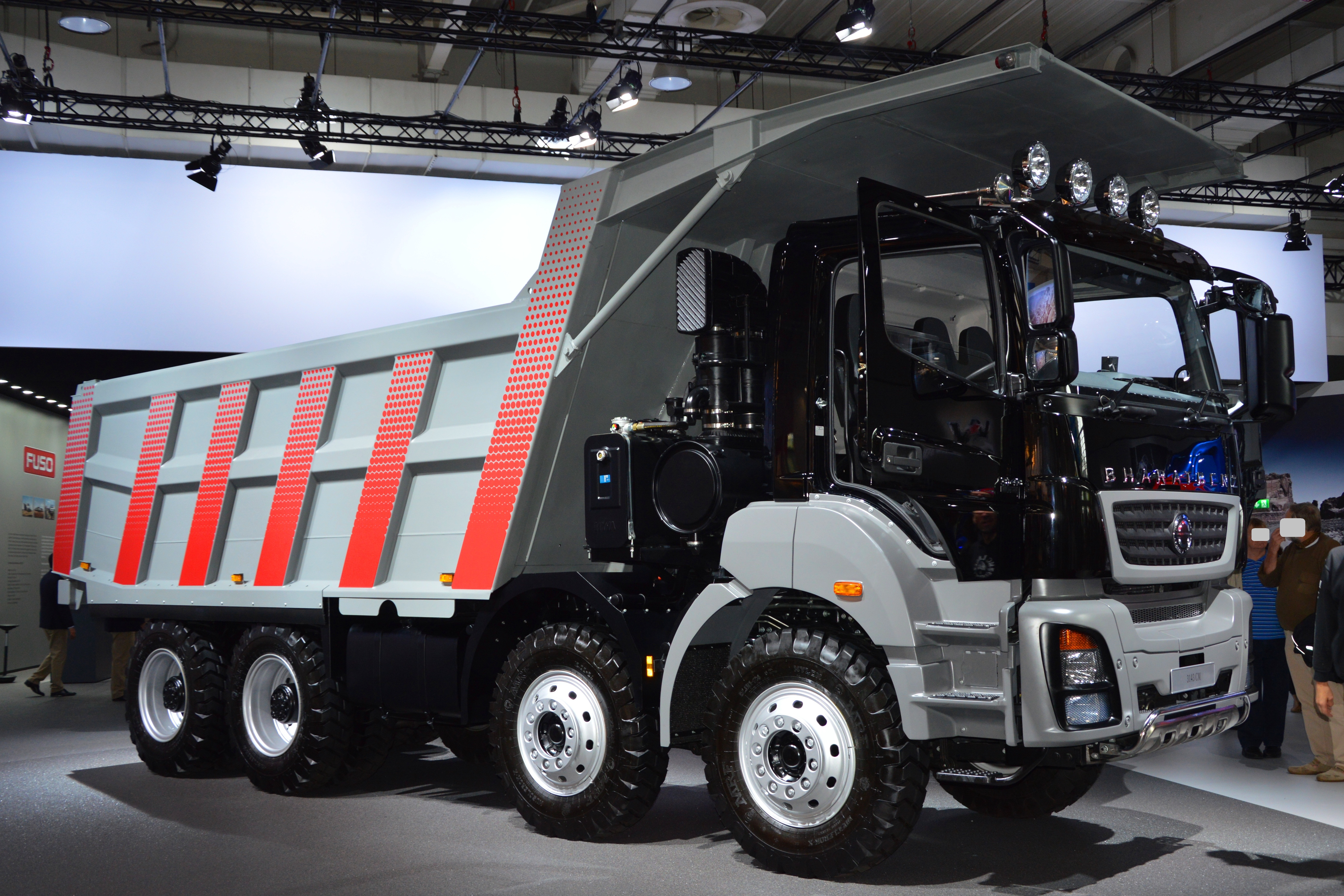
Bharat Benz Camion à benne basculante à l’exposition IAA 2014 Hanovre, Allemagne.

BharatBenz est une société indienne constructeur de véhicules industriels. Elle appartient au groupe Daimler Truck. Le siège social est à Chennai en Inde.